# Aculepeira lapponica
Aculepeira lapponica là một loài nhện trong họ Araneidae.
Loài này thuộc chi Aculepeira. Aculepeira lapponica được Herman Theodor Holm miêu tả năm 1945.